# Homotopietheorie
In de wiskunde is de homotopietheorie een systematische studie van situaties waarin afbeeldingen homotopieën hebben. Het is ontstaan als een onderwerp in de algebraïsche topologie, maar wordt tegenwoordig geleerd als een onafhankelijke discipline. Naast de algebraïsche topologie wordt de theorie ook gebruikt in andere gebieden van de wiskunde, zoals de algebraïsche meetkunde (bijvoorbeeld de A1--homotopietheorie) en categorietheorie (met name de studie van hogere categorieën).

## Concepten

### Ruimtes en afbeeldingen
In de homotopietheorie en algebraïsche topologie duidt het woord "ruimte" een topologische ruimte aan. Om pathologieën te vermijden, werkt men zelden met willekeurige ruimtes; in plaats daarvan heeft men ruimtes nodig die aan extra beperkingen moeten voldoen, zoals compact gegenereerd zijn, of hausdorff, of een CW-complex.
In dezelfde geest als hierboven is een "afbeelding" een continue functie, mogelijk met enkele extra beperkingen.
Vaak werkt men met een gepunte ruimte, dat wil zeggen een ruimte met een "onderscheiden punt", een basispunt genoemd. Een puntige kaart is dan een afbeelding die basispunten behoudt; dat wil zeggen, het stuurt het basispunt van het domein naar dat van het codomein. Een 'gratis afbeelding' is daarentegen een afbeelding die geen basispunten hoeft te behouden.

## Topologische homotopietheorie
Het archetypische voorbeeld van een homotopietheorie is de klassieke homotopietheorie van topologische ruimten, waar men topologische ruimten beschouwt met continue functies ertussen, en met het originele concept van topologische homotopieën tussen deze continue functies.
De categorie waarvan de objecten topologische ruimten zijn en waarvan de morfismen homotopie-equivalentie-klassen van continue functies zijn, wordt ook wel de klassieke homotopie-categorie genoemd.
Klassieke constructies in de topologische homotopie theorie zijn onder andere homotopiegroepen.
Deze klassieke homotopietheorie van topologische ruimten heeft veel toepassingen, bijvoorbeeld in de theorie van de bedekkingsruimtes en in de theorie van de classificatieruimtes. Deze homotopietheorie heeft dan ook een grote overlap met de algebraïsche topologie.

## Abstracte homotopietheorie
De basisstructuren uit de klassieke homotopietheorie van topologische ruimten kunnen worden geabstraheerd tot een "abstracte homotopietheorie" die van toepassing is op een grote verscheidenheid aan contexten. Er zijn verschillende min of meer equivalente formalisaties van het concept "abstracte homotopie theorie", waaronder:
- modelcategorieën

- (∞,1)-categorieën

- homotopie-type-theorie.

- hogere observationele typentheorieën

De terminologie modelcategorie is een afkorting voor een "categorie van modellen van homotopie-types". Het idee hier is om categorieën te beschouwen die uitgerust zijn met geschikte extra structuur en eigenschappen die het bestaan van homotopieën tussen alle morfismen coderen en handige middelen om deze te behandelen en te controleren, in het bijzonder een middel om de overeenkomstige homotopiecategorie te construeren.